# Công quốc Sorrento
Công quốc Sorrento là một thân vương quốc ở bán đảo nhỏ vào đầu thời Trung Cổ tập trung vào thành phố Sorrento của Ý.
Ban đầu, Sorrento là một phần của Công quốc Napoli thuộc Byzantine trong thời kỳ Tăm tối, nhưng vào thế kỷ IX, cùng với Amalfi và Gaeta thì Sorrento đã tách ra khỏi người Napoli để sáng lập ducatus (hay nền cộng hòa) của riêng mình. Tuy nhiên, công quốc chủ yếu vẫn nằm dưới quyền Amalfi và chỉ có một công tước độc lập được biết đến từ thời kỳ này, một Sergius vào cuối thế kỷ IX.
Năm 1035, công quốc bị chinh phục bởi người Lombard dưới thời Guaimar IV xứ Salerno và ban cho hoàng đệ của ông là Guy, người cai trị xứ này cho đến tận những năm 1070. Ít lâu sau đó thì bị người Norman sáp nhập vào lãnh địa của họ.
Năm 1119, một Sergius nào đó ký tên dưới văn kiện chính thức của William II, Công tước xứ Apulia, như là "Thân vương xứ Sorrento."